# Germà de Gontaut
Germà de Gontaut est un marchand et poète occitan, connu entre 1355 et 1386.